# Gran Premio motociclistico d'Aragona 2016
Il Gran Premio motociclistico d'Aragona 2016 è stato la quattordicesima prova del motomondiale del 2016.
Le gare si sono disputate il 25 settembre 2016 presso la ciudad del Motor de Aragón di Alcañiz e si è trattato della settima edizione del Gran Premio motociclistico d'Aragona entrato in calendario del mondiale dal 2010. Nelle tre classi i vincitori sono stati: Marc Márquez in MotoGP, Sam Lowes in Moto2 e Enea Bastianini in Moto3.

## MotoGP

### Arrivati al traguardo
| Pos. | Nº | Pilota           | Squadra                       | Motocicletta       | Giri | Tempo     | Griglia | Punti |
| ---- | -- | ---------------- | ----------------------------- | ------------------ | ---- | --------- | ------- | ----- |
| 1º   | 93 | Marc Márquez     | Repsol Honda                  | Honda RC213V       | 23   | 41'57.678 | 1º      | 25    |
| 2º   | 99 | Jorge Lorenzo    | Movistar Yamaha               | Yamaha YZR-M1      | 23   | +2.740    | 3º      | 20    |
| 3º   | 46 | Valentino Rossi  | Movistar Yamaha               | Yamaha YZR-M1      | 23   | +5.983    | 6º      | 16    |
| 4º   | 25 | Maverick Viñales | Suzuki Ecstar                 | Suzuki GSX-RR      | 23   | +8.238    | 2º      | 13    |
| 5º   | 35 | Cal Crutchlow    | LCR Honda                     | Honda RC213V       | 23   | +13.221   | 5º      | 11    |
| 6º   | 26 | Daniel Pedrosa   | Repsol Honda                  | Honda RC213V       | 23   | +17.072   | 7º      | 10    |
| 7º   | 41 | Aleix Espargaró  | Suzuki Ecstar                 | Suzuki GSX-RR      | 23   | +18.522   | 8º      | 9     |
| 8º   | 44 | Pol Espargaró    | Monster Yamaha Tech 3         | Yamaha YZR-M1      | 23   | +19.432   | 11º     | 8     |
| 9º   | 19 | Álvaro Bautista  | Aprilia Racing Team Gresini   | Aprilia RS-GP      | 23   | +23.071   | 14º     | 7     |
| 10º  | 6  | Stefan Bradl     | Aprilia Racing Team Gresini   | Aprilia RS-GP      | 23   | +27.898   | 12º     | 6     |
| 11º  | 4  | Andrea Dovizioso | Ducati Team                   | Ducati Desmosedici | 23   | +32.448   | 4º      | 5     |
| 12º  | 51 | Michele Pirro    | Ducati Team                   | Ducati Desmosedici | 23   | +35.033   | 17º     | 4     |
| 13º  | 8  | Héctor Barberá   | Avintia Racing                | Ducati Desmosedici | 23   | +36.224   | 13º     | 3     |
| 14º  | 50 | Eugene Laverty   | Pull & Bear Aspar             | Ducati Desmosedici | 23   | +37.621   | 16º     | 2     |
| 15º  | 69 | Nicky Hayden     | Estrella Galicia 0,0 Marc VDS | Honda RC213V       | 23   | +40.509   | 19º     | 1     |
| 16º  | 68 | Yonny Hernández  | Pull & Bear Aspar             | Ducati Desmosedici | 23   | +43.906   | 15º     |       |
| 17º  | 9  | Danilo Petrucci  | Octo Pramac Yakhnich          | Ducati Desmosedici | 23   | +56.740   | 9º      |       |
| 18º  | 76 | Loris Baz        | Avintia Racing                | Ducati Desmosedici | 23   | +59.681   | 20º     |       |
| 19º  | 45 | Scott Redding    | Octo Pramac Yakhnich          | Ducati Desmosedici | 23   | +1'34.126 | 10º     |       |

### Ritirato
| Nº | Pilota       | Squadra                       | Motocicletta | Giri | Griglia |
| -- | ------------ | ----------------------------- | ------------ | ---- | ------- |
| 53 | Esteve Rabat | Estrella Galicia 0,0 Marc VDS | Honda RC213V | 16   | 18º     |

## Moto2

### Arrivati al traguardo
| Pos. | Nº | Pilota              | Squadra                       | Motocicletta       | Giri | Tempo     | Griglia | Punti |
| ---- | -- | ------------------- | ----------------------------- | ------------------ | ---- | --------- | ------- | ----- |
| 1º   | 22 | Sam Lowes           | Federal Oil Gresini           | Kalex Moto2        | 21   | 40'00.885 | 1º      | 25    |
| 2º   | 73 | Álex Márquez        | Estrella Galicia 0,0 Marc VDS | Kalex Moto2        | 21   | +3.289    | 2º      | 20    |
| 3º   | 21 | Franco Morbidelli   | Estrella Galicia 0,0 Marc VDS | Kalex Moto2        | 21   | +3.321    | 8º      | 16    |
| 4º   | 12 | Thomas Lüthi        | Garage Plus Interwetten       | Kalex Moto2        | 21   | +5.181    | 7º      | 13    |
| 5º   | 30 | Takaaki Nakagami    | Idemitsu Honda Team Asia      | Kalex Moto2        | 21   | +10.722   | 3º      | 11    |
| 6º   | 40 | Álex Rins           | Paginas Amarillas HP 40       | Kalex Moto2        | 21   | +12.164   | 13º     | 10    |
| 7º   | 7  | Lorenzo Baldassarri | Forward Team                  | Kalex Moto2        | 21   | +12.385   | 6º      | 9     |
| 8º   | 5  | Johann Zarco        | Ajo Motorsport                | Kalex Moto2        | 21   | +12.612   | 5º      | 8     |
| 9º   | 24 | Simone Corsi        | Speed Up Racing               | Speed Up SF16      | 21   | +14.004   | 11º     | 7     |
| 10º  | 94 | Jonas Folger        | Dynavolt Intact GP            | Kalex Moto2        | 21   | +18.164   | 4º      | 6     |
| 11º  | 19 | Xavier Siméon       | QMMF Racing                   | Speed Up SF16      | 21   | +22.413   | 17º     | 5     |
| 12º  | 54 | Mattia Pasini       | Italtrans Racing              | Kalex Moto2        | 21   | +22.671   | 10º     | 4     |
| 13º  | 11 | Sandro Cortese      | Dynavolt Intact GP            | Kalex Moto2        | 21   | +22.909   | 14º     | 3     |
| 14º  | 55 | Hafizh Syahrin      | Petronas Raceline Malaysia    | Kalex Moto2        | 21   | +23.437   | 12º     | 2     |
| 15º  | 23 | Marcel Schrötter    | AGR Team                      | Kalex Moto2        | 21   | +25.293   | 16º     | 1     |
| 16º  | 49 | Axel Pons           | AGR Team                      | Kalex Moto2        | 21   | +25.828   | 9º      |       |
| 17º  | 97 | Xavi Vierge         | Tech 3 Racing                 | Tech 3 Mistral 610 | 21   | +26.404   | 20º     |       |
| 18º  | 4  | Steven Odendaal     | AGR Team                      | Kalex Moto2        | 21   | +26.525   | 18º     |       |
| 19º  | 87 | Remy Gardner        | Tasca Racing                  | Kalex Moto2        | 21   | +30.341   | 25º     |       |
| 20º  | 2  | Jesko Raffin        | Sports-Millions-EMWE-SAG      | Kalex Moto2        | 21   | +30.438   | 22º     |       |
| 21º  | 60 | Julián Simón        | QMMF Racing                   | Speed Up SF16      | 21   | +30.505   | 15º     |       |
| 22º  | 77 | Dominique Aegerter  | CarXpert Interwetten          | Kalex Moto2        | 21   | +41.767   | 19º     |       |
| 23º  | 45 | Tetsuta Nagashima   | Ajo Motorsport Academy        | Kalex Moto2        | 21   | +42.019   | 21º     |       |
| 24º  | 57 | Edgar Pons          | Paginas Amarillas HP 40       | Kalex Moto2        | 21   | +42.058   | 23º     |       |
| 25º  | 10 | Luca Marini         | Forward Team                  | Kalex Moto2        | 21   | +45.444   | 27º     |       |
| 26º  | 14 | Ratthapark Wilairot | Idemitsu Honda Team Asia      | Kalex Moto2        | 21   | +45.629   | 29º     |       |
| 27º  | 70 | Robin Mulhauser     | CarXpert Interwetten          | Kalex Moto2        | 21   | +55.886   | 24º     |       |
| 28º  | 32 | Isaac Viñales       | Tech 3 Racing                 | Tech 3 Mistral 610 | 21   | +55.889   | 30º     |       |
| 29º  | 52 | Danny Kent          | Leopard Racing                | Kalex Moto2        | 20   | +1 giro   | 28º     |       |

### Ritirato
| Nº | Pilota      | Squadra           | Motocicletta | Giri | Griglia |
| -- | ----------- | ----------------- | ------------ | ---- | ------- |
| 89 | Alan Techer | NTS T Pro Project | NTS          | 7    | 26º     |

## Moto3

### Arrivati al traguardo
| Pos. | Nº | Pilota                  | Squadra                     | Motocicletta   | Giri | Tempo     | Griglia | Punti |
| ---- | -- | ----------------------- | --------------------------- | -------------- | ---- | --------- | ------- | ----- |
| 1º   | 9  | Jorge Navarro           | Estrella Galicia 0,0        | Honda NSF250R  | 20   | 39'56.973 | 2º      | 25    |
| 2º   | 41 | Brad Binder             | Red Bull KTM Ajo            | KTM RC 250 GP  | 20   | +0.030    | 5º      | 20    |
| 3º   | 33 | Enea Bastianini         | Gresini Racing              | Honda NSF250R  | 20   | +0.107    | 1º      | 16    |
| 4º   | 4  | Fabio Di Giannantonio   | Gresini Racing              | Honda NSF250R  | 20   | +0.162    | 12º     | 13    |
| 5º   | 36 | Joan Mir                | Leopard Racing              | KTM RC 250 GP  | 20   | +1.724    | 24º     | 11    |
| 6º   | 88 | Jorge Martín            | Northgate Mahindra Aspar    | Mahindra MGP3O | 20   | +1.903    | 10º     | 10    |
| 7º   | 44 | Arón Canet              | Estrella Galicia 0,0        | Honda NSF250R  | 20   | +1.979    | 3º      | 9     |
| 8º   | 19 | Gabriel Rodrigo         | RBA Racing                  | KTM RC 250 GP  | 20   | +3.008    | 7º      | 8     |
| 9º   | 58 | Juanfran Guevara        | RBA Racing                  | KTM RC 250 GP  | 20   | +3.101    | 14º     | 7     |
| 10º  | 65 | Philipp Öttl            | Schedl GP Racing            | KTM RC 250 GP  | 20   | +3.559    | 4º      | 6     |
| 11º  | 16 | Andrea Migno            | SKY Racing Team VR46        | KTM RC 250 GP  | 20   | +3.594    | 13º     | 5     |
| 12º  | 20 | Fabio Quartararo        | Leopard Racing              | KTM RC 250 GP  | 20   | +6.883    | 6º      | 4     |
| 13º  | 17 | John McPhee             | Peugeot MC Saxoprint        | Peugeot MGP3O  | 20   | +9.742    | 16º     | 3     |
| 14º  | 23 | Niccolò Antonelli       | Ongetta-Rivacold            | Honda NSF250R  | 20   | +9.758    | 22º     | 2     |
| 15º  | 64 | Bo Bendsneyder          | Red Bull KTM Ajo            | KTM RC 250 GP  | 20   | +9.776    | 9º      | 1     |
| 16º  | 21 | Francesco Bagnaia       | Northgate Mahindra Aspar    | Mahindra MGP3O | 20   | +9.931    | 19º     |       |
| 17º  | 55 | Andrea Locatelli        | Leopard Racing              | KTM RC 250 GP  | 20   | +13.358   | 15º     |       |
| 18º  | 11 | Livio Loi               | RW Racing GP BV             | Honda NSF250R  | 20   | +13.645   | 34º     |       |
| 19º  | 95 | Jules Danilo            | Ongetta-Rivacold            | Honda NSF250R  | 20   | +18.776   | 18º     |       |
| 20º  | 76 | Hiroki Ono              | Honda Team Asia             | Honda NSF250R  | 20   | +22.193   | 8º      |       |
| 21º  | 24 | Tatsuki Suzuki          | CIP-Unicom Starker          | Mahindra MGP3O | 20   | +22.800   | 23º     |       |
| 22º  | 89 | Khairul Idham Pawi      | Honda Team Asia             | Honda NSF250R  | 20   | +30.459   | 27º     |       |
| 23º  | 7  | Adam Norrodin           | Drive M7 SIC Racing         | Honda NSF250R  | 20   | +30.749   | 26º     |       |
| 24º  | 12 | Albert Arenas           | Peugeot MC Saxoprint        | Peugeot MGP3O  | 20   | +36.510   | 20º     |       |
| 25º  | 48 | Lorenzo Dalla Porta     | SKY Racing Team VR46        | KTM RC 250 GP  | 20   | +43.028   | 11º     |       |
| 26º  | 40 | Darryn Binder           | Platinum Bay Real Estate    | Mahindra MGP3O | 20   | +43.441   | 25º     |       |
| 27º  | 42 | Marcos Ramírez          | Platinum Bay Real Estate    | Mahindra MGP3O | 20   | +43.478   | 31º     |       |
| 28ª  | 6  | María Herrera           | MH6 Team                    | KTM RC 250 GP  | 20   | +1'10.624 | 21ª     |       |
| 29º  | 77 | Lorenzo Petrarca        | 3570 Team Italia            | Mahindra MGP3O | 20   | +1'14.198 | 30º     |       |
| 30º  | 18 | Gabriel Martínez-Ábrego | Motomex Team Worldwide Race | Mahindra MGP3O | 20   | +1'45.935 | 32º     |       |

### Ritirati
| Nº | Pilota            | Squadra              | Motocicletta   | Giri | Griglia |
| -- | ----------------- | -------------------- | -------------- | ---- | ------- |
| 43 | Stefano Valtulini | 3570 Team Italia     | Mahindra MGP3O | 9    | 29º     |
| 8  | Nicolò Bulega     | SKY Racing Team VR46 | KTM RC 250 GP  | 0    | 17º     |
| 84 | Jakub Kornfeil    | Drive M7 SIC Racing  | Honda NSF250R  | 0    | 28º     |
| 3  | Fabio Spiranelli  | CIP-Unicom Starker   | Mahindra MGP3O | 0    | 33º     |